# Królewna z długim warkoczem
Królewna z długim warkoczem (ros. Варвара-краса, длинная коса) – radziecka baśń filmowa z 1969 roku w reżyserii Aleksandra Rou.

## Obsada
- Michaił Pugowkin jako car Jeremiej
- Anatolij Kubacki jako Afonia
- Aleksiej Katyszew jako Andriej, syn rybaka
- Siergiej Nikołajew jako Andriej, syn cara
- Gieorgij Millar jako Cudo-Judo
- Tatjana Klujewa jako Barbara (królewna z długim warkoczem)
- Anastasija Zujewa jako narrator (babcia ukazująca się w oknie)